# Wapen van Zuilen

Het wapen van de voormalige gemeente Zuilen

Het wapen van Zuilen werd op 10 juni 1818 per besluit van de Hoge Raad van Adel bij de toenmalige Utrechtse gemeente Zuilen in gebruik erkend. De gemeente Zuilen is op 1 januari 1954 deels opgegaan in de gemeente Utrecht en deels in de gemeente Maarssen, waardoor het wapen niet langer in gebruik is als gemeentewapen.

## Blazoenering
De blazoenering van het wapen luidt als volgt:
Een rood schild met drie zilveren zuilen, staande twee en een. Het schild gedekt met eene goude kroon en ter wederzijde vastgehouden door een wildeman.
Het wapen is geheel rood van kleur met daarop drie zilveren zuilen. Twee van de zuilen zijn bovenin en een is er onderin geplaatst. Op het schild staat een gravenkroon. Aan weerszijden van het schild staat een wildeman met knuppel. 

## Geschiedenis
Het wapen is afgeleid van het wapen van de familie Van Zuylen. Al in de middeleeuwen waren leden eruit in opdracht van de Utrechtse bisschop actief in de regio bij ontginningen en werden lokaal woonachtig in een woontoren (Slot Zuylen). Deze familie voert het wapen als een sprekend wapen. Ook de gemeente Zuilen voerde het wapen, in tegengestelde kleuren, als sprekend wapen.

## Overeenkomstige wapens
Het wapen van Zuilen heeft verschillende wapens binnen Nederland, maar ook in Duitsland beïnvloed. Onder andere de volgende wapens zijn op historische gronden te vergelijken met dat van Zuilen:

Wapen van de familie Van Zuylen, volgens het wapenboek Gelre
Wapen van de familie Van Zuylen van Nievelt
Wapen van Anholt
Wapen van Haarzuilens
Wapen van Culemborg
Wapen van Vleuten-De Meern
Ridderhofstad Zuylenstein

Abcoude
· Abcoude-Baambrugge
· Abcoude-Proostdij
· Achttienhoven
· Amerongen
· Benschop
· Breukelen
· Breukelen-Nijenrode
· Breukelen-Sint Pieters
· Bunnik
· Cothen
· Darthuizen
· De Vuursche
· Doorn
· Driebergen
· Driebergen-Rijsenburg
· Everdingen
· Haarzuilens
· Hagestein
· Harmelen
· Hoenkoop
· Hoogland
· Houten
· Indijk
· Jaarsveld
· Jutphaas
· Kamerik
· Kockengen
· Langbroek
· Leersum
· Linschoten
· Loenen
· Loenersloot
· Loosdrecht
· Maarn
· Maarssen
· Maarsseveen
· Maartensdijk
· Mijdrecht
· Nigtevecht
· Noord-Polsbroek
· Odijk
· Oudenrijn
· Polsbroek
· Rijsenburg
· Ruwiel
· Schalkwijk
· Snelrewaard
· Sterkenburg
· Stoutenburg
· Tienhoven
· Vianen 
· Vinkeveen
· Vinkeveen en Waverveen
· Vleuten
· Vleuten-De Meern
· Vreeland
· Vreeswijk
· Waarder
· Waverveen
· Werkhoven
· Westbroek
· Willeskop
· Willige Langerak
· Wilnis
· Zegveld
· Zuilen
· Zuid-Polsbroek